# Pratique du football le dimanche en Irlande du Nord
La pratique du football le dimanche en Irlande du Nord est un sujet polémique dans le territoire. Jusqu'en 2008, l'Association irlandaise de football interdit, par l'article 27 de son règlement, à tout club lui étant affilié de pratiquer le football le dimanche.
L'interdiction est imposée par diverses législations gouvernementales, tant locales que nationales. Elle s'explique par le fait que la majorité chrétienne protestante d'Irlande du Nord observe le dimanche comme le sabbat, un jour de repos. La persistance de cette pratique religieuse a permis de maintenir la tradition pendant beaucoup plus longtemps que dans le reste du Royaume-Uni.
Depuis l'abolition de l'interdiction, les équipes peuvent jouer des matches le dimanche si elles en conviennent. Certaines équipes, comme Linfield Football Club, conservent toutefois des règles internes qui interdisent ce type de match.

## Histoire
Le découragement de la récréation le dimanche, le sabbat chrétien, était une caractéristique du sabbatarianisme puritain du XVIIe siècle, qui a influencé la loi de 1695 (le Sunday Observance Act 1695) sur l'observation du dimanche adoptée par le Parlement irlandais, qui rendait illégale la participation aux sports, en déclarant : "en raison de réunions tumultueuses et désordonnées, qui ont été et sont fréquemment utilisées le jour du Seigneur, communément appelé dimanche, sous prétexte de pratiquer le hurling, de jouer au football, de faire des câlins, de faire de la lutte ou de pratiquer d'autres sports".
Au XIXe siècle au Royaume-Uni, les protestants et les zones urbaines avaient tendance à favoriser un respect plus strict du sabbat que les zones rurales et les catholiques. Les Factory Acts facilitaient les loisirs des ouvriers le samedi après-midi, alors que les ouvriers agricoles travaillent toute la journée du samedi. Pendant des décennies après sa fondation en 1880, l'IFA exerce une influence beaucoup plus forte autour de la ville industrielle de Belfast, une ville forte de très nombreux clubs composés d'ouvriers protestants.
Au cours des premières décennies, les règles de l'IFA n'interdisaient pas explicitement le jeu du dimanche, mais les demandes d'autorisation explicite étaient systématiquement refusées. Lorsque l'interdiction est levée en 2008, les médias parlent d'une règle vieille de 60 ans. Les partisans du Sabbat préconisaient parfois l'utilisation de la loi de 1695 pour faire respecter cette loi, mais la Police royale irlandaise ne l'a invoquée en 1872 que si un match était susceptible de causer une rupture de la paix. En 1898, la Leinster Football Association a demandé l'autorisation de jouer des matches le dimanche, ce qui a été unanimement rejeté par l'IFA comme étant "très préjudiciable aux intérêts du jeu". En 1901, la Munster Football Association a fait une demande similaire, qui a également été rejetée. En 1898, le Belfast Celtic Football Club a loué le Celtic Park pour un match de hurling se déroulant le dimanche. Le club est immédiatement suspendu par l'IFA jusqu'à ce qu'il promette de ne plus le faire à l'avenir. En 1906, l'IFA adopte une règle interdisant aux clubs de louer des terrains à tout club sportif qui jouant le dimanche.
Si l'IFA a maintenu l'interdiction du football du dimanche pour tous les hommes seniors et juniors, des matches en dehors des auspices de l'IFA étaient parfois joués le dimanche. Ainsi, la Northern Ireland Women's Football Association (NIWFA), une association indépendante organisant la pratique féminine du football jusqu'à son intégration dans l'IFA, jouait ses matchs le dimanche. La Association athlétique gaélique, association organisant les sports gaéliques sur l'ensemble de l'île d'Irlande et ferme opposante à la pratique du football, organise ses rencontres le dimanche y compris en Irlande du Nord. Cela a comme conséquence de réduire le nombre de catholiques/nationalistes au sein de l'IFA. En 1921, est créé la Fédération d'Irlande de football (FAI), regroupant les clubs du Leinster qui veulent se séparer de l'IFA en raison de sa partialité en faveur des clubs de Belfast. L'une de ses premières mesures prises est d'autoriser les matchs du dimanche sous sa juridiction.

## Effets
Si l'interdiction du football le dimanche par l'IFA est strictement appliquée afin qu'aucun club affilié ne puisse jouer au football en Irlande du Nord le dimanche, la question se pose aussi pour les équipes nationales, Équipe d'Irlande de football puis à partir de 1950 l'équipe d'Irlande du Nord de football. Lors de la Coupe du monde 1958, l'organisation prévoit que l'Irlande du Nord doit jouer contre la Tchécoslovaquie un dimanche. En conséquence, l'IFA assouplit son interdiction de jouer au football le dimanche pour permettre à l'équipe nationale de jouer au football le dimanche mais uniquement si le match se déroule en dehors de l'Irlande du Nord.
En 2001, Cliftonville est invité à jouer un match amical un dimanche contre le Derry City Football Club. Ce club même s'il est basé à Londonderry est affilié à la FAI et dispute depuis 1985 le championnat d'Irlande. Dans un premier temps l'IFA autorise cette rencontre, mais fait machine arrière après la plainte de la North West of Ireland Football Association, l'association locale qui organise le football dans le comté de Londonderry, et ce malgré le fait que Cliftonville avait souligné qu'elle ne faisait que répondre à une invitation faite par un club disputant un autre championnat que le sien et donc que cette rencontre échappait totalement au contrôle de l'IFA.
Cette interdiction frappe aussi les joueurs issus de minorités ethniques. Ainsi la Chinese Football Association Northern Ireland, dont les joueurs travaillent principalement dans le secteur de la restauration, a fait remarquer que ses membres n'avaient souvent « pas d'autre choix » que de jouer le dimanche et a souligné que l'interdiction entravait les efforts de sensibilisation à ce sport de l'association auprès de ses membres.

## Abolition de l'interdiction
Vers le début du XXIe siècle, plusieurs clubs prennent des mesures pour abolir l'interdiction du football dominical en Irlande du Nord. En 2000, le club de Newry Town présente une motion pour que le football du dimanche soit joué sur des terrains commerciaux. Cependant, cette décision est rejetée par l'IFA à une écrasante majorité pour des raisons morales, bien que Newry Town ait déclaré qu'elle "ne souhaitait pas empiéter sur l'éthique chrétienne ou morale de qui que ce soit". En 2003, le club de Cliftonville lance une campagne afin de permettre de jouer au football le dimanche lorsque les deux clubs l'autorisent. En 2005 les clubs d'Armagh City et de Ballynure Old Boys FC déposent une nouvelle demande. L'IFA la rejette cette fois-ci au motif que cela interfèrerait avec le calendrier des matchs féminins de la NIWFA. Un an plus tard, la demande est réitérée mais cette fois-ci les membres de l'IFA ont voté en sa faveur 69-28, mais ils n'ont pas réussi à atteindre la majorité de 75 % nécessaire, les clubs de la NIWFA ayant voté contre. L'interdiction de jouer le dimanche reste donc en vigueur.
Le maintien de l'interdiction devient néanmoins de plus en plus difficile en termes d'image. Cela signifie que l'Irlande du Nord était le seul pays de l'UEFA à interdire la pratique du football le dimanche. Cette décision est critiquée dans les médias qui considèrent l'interdiction comme dépassée. Howard Wells, le directeur général de l'IFA, prend alors un avis juridique après qu'il a été suggéré que l'interdiction du football du dimanche pourrait ne pas être soutenue devant la Cour européenne des droits de l'homme si un procès était intenté contre eux. Après l'échec de la motion de 2006, la contestation juridique prévue, soutenue par la Commission pour l'égalité, est lancée sur la base de la discrimination religieuse,.
En 2007, malgré l'opposition du Parti unioniste démocrate avec à sa tête Ian Paisley alors au pouvoir en Irlande du Nord, l'IFA vote à 91 voix contre 14 pour la suppression l'article 27 de son règlement intérieur. Il est remplacé par l'article 36.b qui stipule qu'aucun match de football ne serait programmé le dimanche, mais que des matches pourraient être disputés le dimanche si les deux équipes et la compétition organisatrice en convenaient. L'article précise également qu'aucun joueur ou club ne pourrait être sanctionné s'il refusait de jouer le dimanche.
L'interdiction du football dominical en Irlande du Nord est définitivement levée le 1er juin 2008. Le premier match disputé un dimanche après la levée de l'interdiction est un match de Premiership entre Glentoran FC et Bangor FC à l'Oval. Avant le match, des membres de l'Église presbytérienne libre d'Ulster (en), dirigée par le révérend David McIlveen, ont protesté contre ce match. Malgré la levée de l'interdiction du football dominical, l'article 36.b est depuis très rarement utilisé. Les matchs de la Coupe d'Irlande continuent de ne pas être programmés le dimanche.
Certains clubs maintiennent une interdiction de jouer au football le dimanche. Le plus titré de tous les clubs nord-irlandais, le Linfield Football Club qui est aussi le propriétaire de Windsor Park, utilisé comme terrain habituel de l'équipe nationale d'Irlande du Nord, a fait inscrire dans son règlement de club, à l'article 24, qu'aucun match ne serait autorisé sur son terrain le dimanche. Comme cela aurait pu empêcher Windsor Park d'accueillir des finales de coupe ou des matchs internationaux, les membres de Linfield ont voté pour modifier l'article 24 afin de stipuler qu'aucun match impliquant Linfield ne pouvait avoir lieu à Windsor Park le dimanche. Cette interdiction reste aussi vivace dans les esprits de la société civile : en 2012, Ballymena United décide de disputer un tournoi amical en Irlande un dimanche. En conséquence, un de leurs sponsors, JBE Building Services s'est retiré du club.
Malgré la levée de l'interdiction du football dominical, l'équipe nationale d'Irlande du Nord continue à négocier les dates des matchs amicaux et des qualifications pour les compétitions internationales afin qu'ils ne se déroulent pas le dimanche. En 2014, l'UEFA a modifié l'attribution des dates de match pour les compétitions de qualification, passant d'un accord mutuel entre les associations à des dates choisies au hasard sur un ordinateur. L'IFA est alors informée que cela pouvait signifier des matches le dimanche. Elle signé donc un accord avec l'UEFA avant le tirage au sort des qualifications pour l'Euro 2016. Lorsque le tirage au sort est effectué, il est décidé que l'Irlande du Nord devait jouer contre la Finlande à domicile le dimanche 29 mars 2015. Il s'agit de fait du tout premier match international de l'Irlande du Nord à domicile un dimanche. Jim Allister, chef du parti Voix unioniste traditionnelle, remet en question le choix de la date ; l'IFA lui répond que n'ayant aucun contrôle sur cette date elle acceptait que certains fans puissent boycotter le match parce qu'il avait lieu un dimanche.